# جی‌ال‌اف‌دبلیو
جی‌ال‌اف‌دبلیو (انگلیسی: GLFW) یک کتابخانهٔ ابزار برای استفاده با اوپن‌جی‌ال است که امکاناتی برای برنامه‌نویس برای قابلیت کشیدن و مدیریت پنجره‌ها و کانتکست اوپن‌جی‌ال و ورودی جوس‌استیک، صفحه‌کلید و موشواره فراهم می‌کند.